# Kanton Nesle
Kanton Nesle (fr. Canton de Nesle) byl francouzský kanton v departementu Somme v regionu Pikardie. Skládal se z 21 obcí. Zrušen byl po reformě kantonů 2014.

## Obce kantonu
- Béthencourt-sur-Somme
- Buverchy
- Cizancourt
- Épénancourt
- Falvy
- Grécourt
- Hombleux
- Languevoisin-Quiquery
- Licourt
- Marchélepot
- Mesnil-Saint-Nicaise
- Misery
- Morchain
- Nesle
- Pargny
- Pertain
- Potte
- Rouy-le-Grand
- Rouy-le-Petit
- Saint-Christ-Briost
- Voyennes